# Raakmoorgraben
El Raakmoorgraben és un rierol al nord de l'estat d'Hamburg a Alemanya, d'una llargada d'uns 6,5 quilòmetres i una conca d'uns 600 hectàrees. Formava la frontera oriental entre la ciutat estat i la senyoria de Pinneberg, i des del 1867 amb Prússia.
Neix a la reserva natural del Raakmoor a Langenhorn, després de 4,5 km forma l'estany del Fuhlsbütteler Nordteich abans de desaparèixer sota l'aeroport d'Hamburg. Reapareix a l'est de l'aeroport uns metres abans de la seva desembocadura al Tarpenbek.
Als anys 1930, treballs de rectificació i d'assecament del Raakmoor, l'aiguamoll on neix, van transformar el riu en una claveguera a cel obert. Als anys 80 del segle passat es va decidir de renaturalitzar el curs superior del riu i suprimir les estructures que fixaven les ribes. Vint anys més tard, el resultats de l'obra van ser patents amb una gran diversificació de la flora i fauna i nous meandres.

## Flora i fauna
Avui els passejants i els ciclistes poden observar pit-rojos, merles, mallerengues blaves i carboneres, sylvies curruques i cotxes fumades. També van reaparèixer la granota camperola, la vipera berus i diferents odonats. La flora també va diversificar-se amb plantes típiques de landa humida: esfagne, narthecium ossifragum, bruc i dròsera. Als estanys es troben entre altres utriculària, nymphaea i potamogeton crispus i tota una mena de peixos: abramis, carpa, tenca, madrilleta vera, gardí, Leucaspius delineatus, gobi, perca de riu, diversos anguíl·lids i lluç de riu.
Afluents
- Ohlmoorgraben
- Rodenkampgraben
- Westerrodegraben
- Jugendkampgraben

## Galeria d'imatges

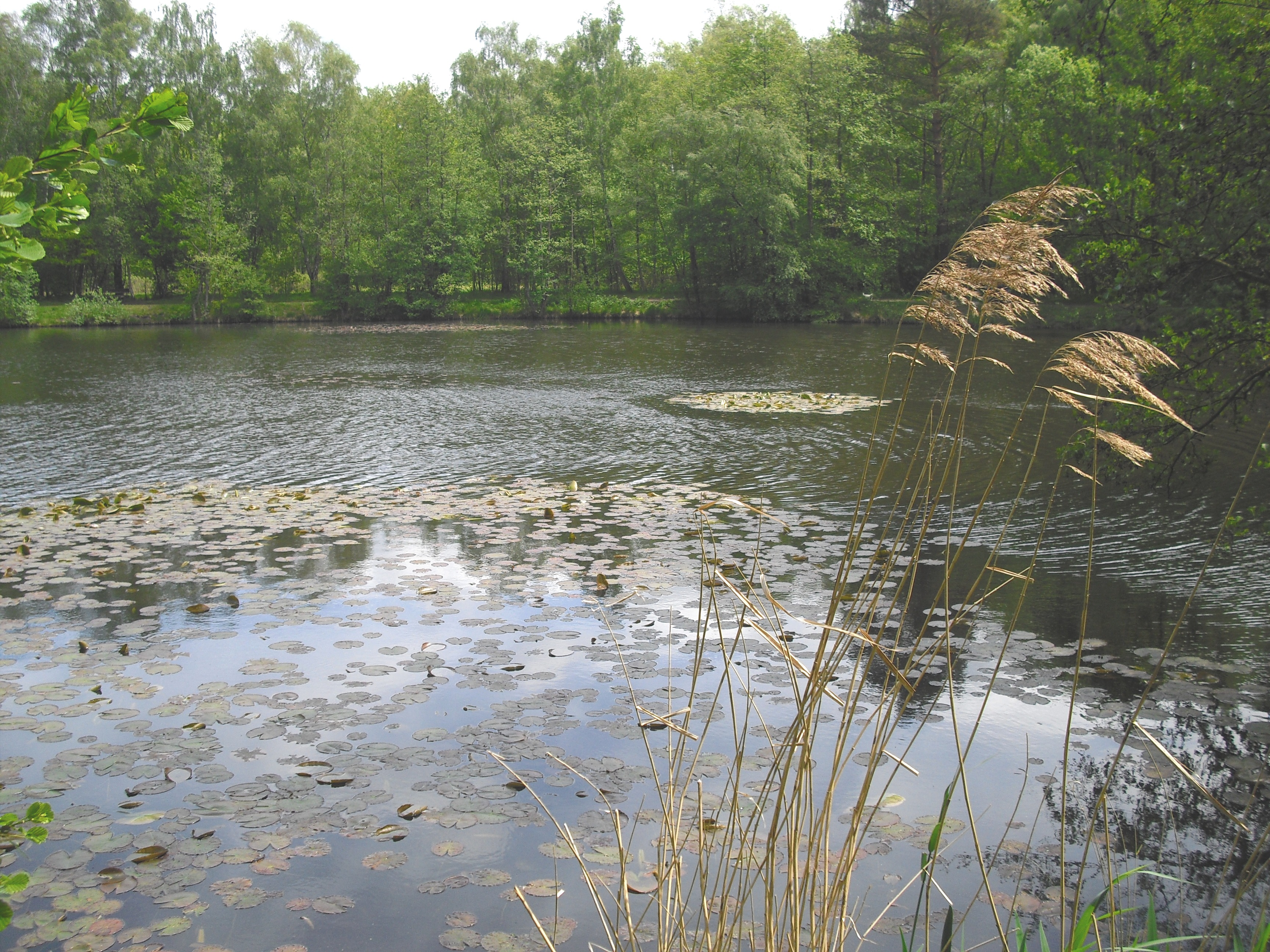
Estany am nymphaees
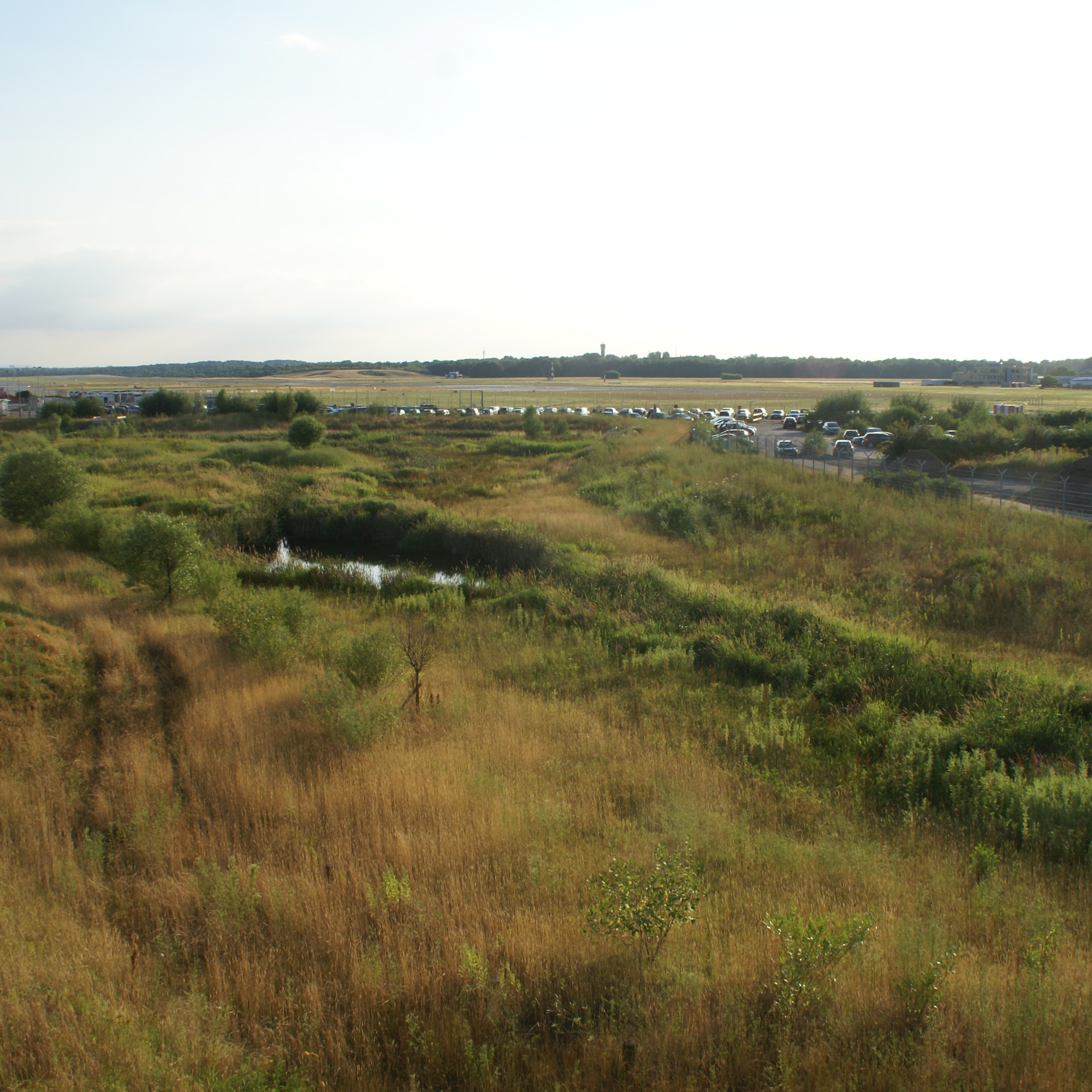
El Fuhlsbütteler Nordteich i l'aeroport d'Hamburg al segon pla.
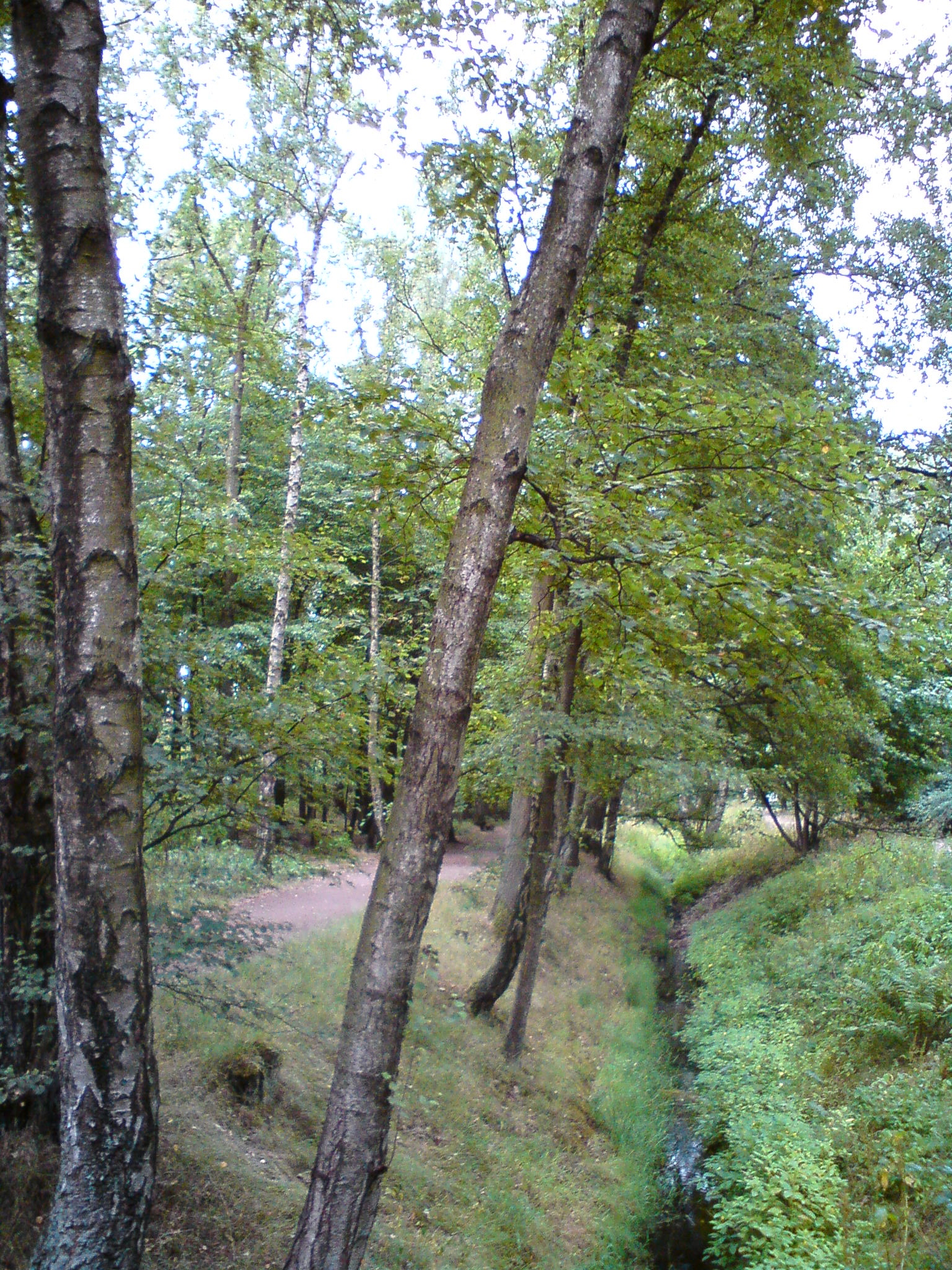
Prop de la font
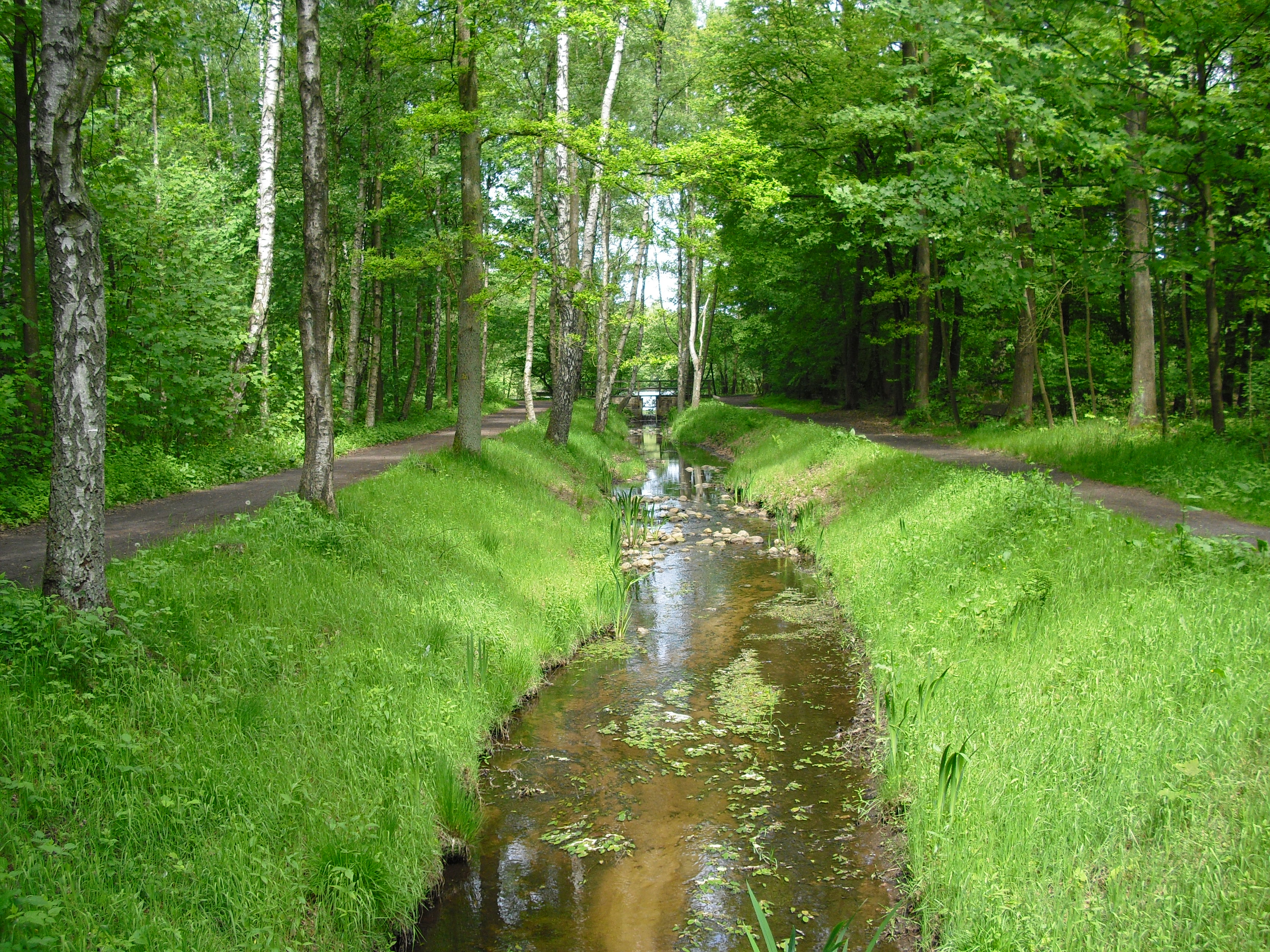
Raakmoorgraben
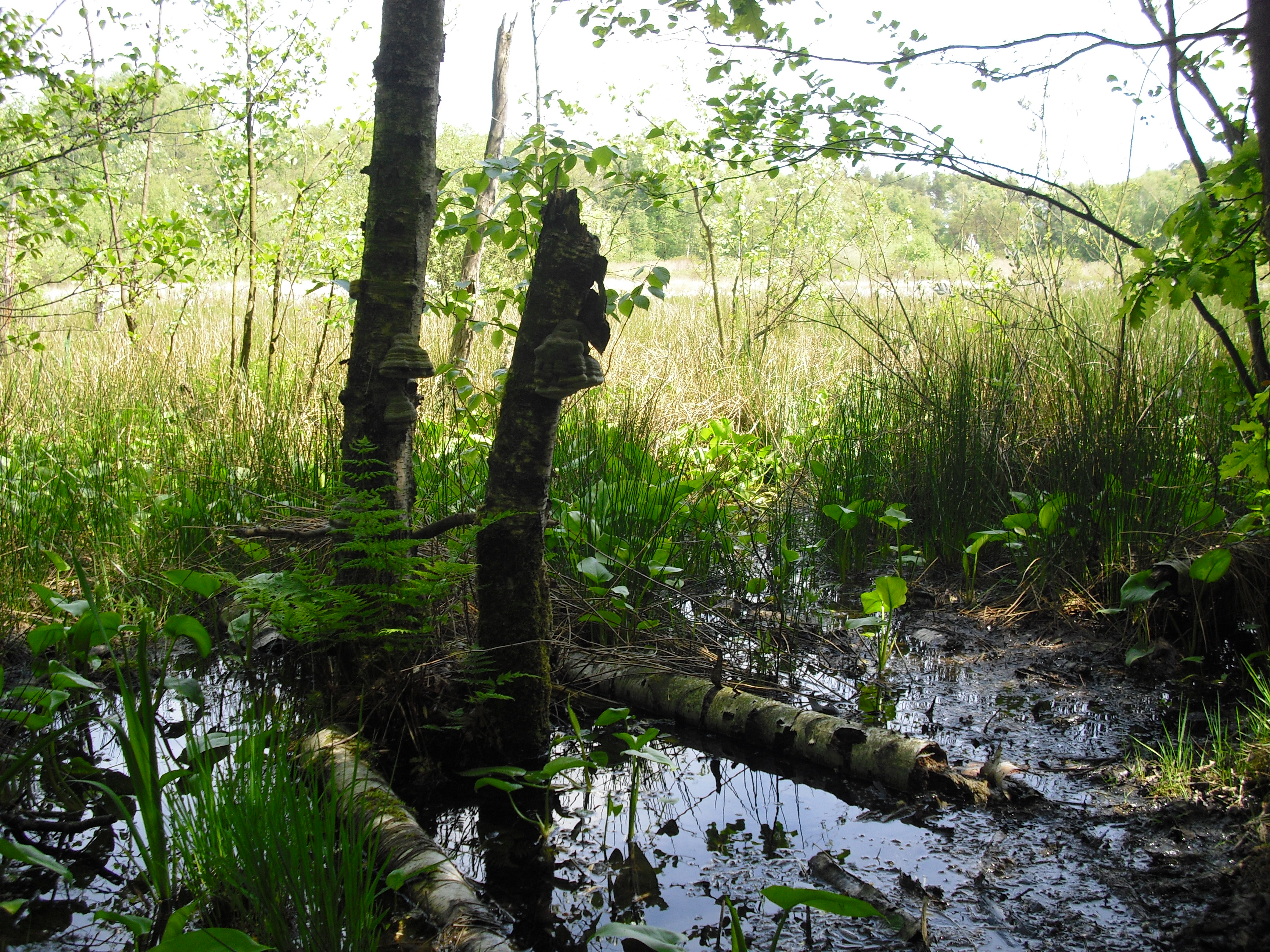
Aiguamoll

## Referènciès
1. ↑  Bautsch, Carl-Juergen. «Gewässergüte im Stadtteil HH-Niendorf» (en alemany). Gewässererkundung in Hamburg / GIS-Karten, 1996-2014. [Consulta: 29 maig 2017].
2. ↑  «Langenhorner Grenzen: Gesamtübersicht» (en alemany).   Langenhorn Archiv. [Consulta: 29 maig 2017].
3. ↑  Arbeitsgemeinschaft für die Reinhaltung der Elbe, Fließgewässer im Elbeeinzugsgebiet
4. ↑   «114 000 Mark für den Graben». Hamburger Abendblatt, 04-08-1988, pàg. 4.
5. ↑  «Wanderung durch das Raakmoor» (en alemany).   Ajuntament d'Hamburg, s.d. [Consulta: 29 maig 2017].
6. ↑  Nyáry, Josef «Der Raakmoorgraben». Hamburger Abendblatt, 15-09-2006.